# Felipe de Jesús Munárriz

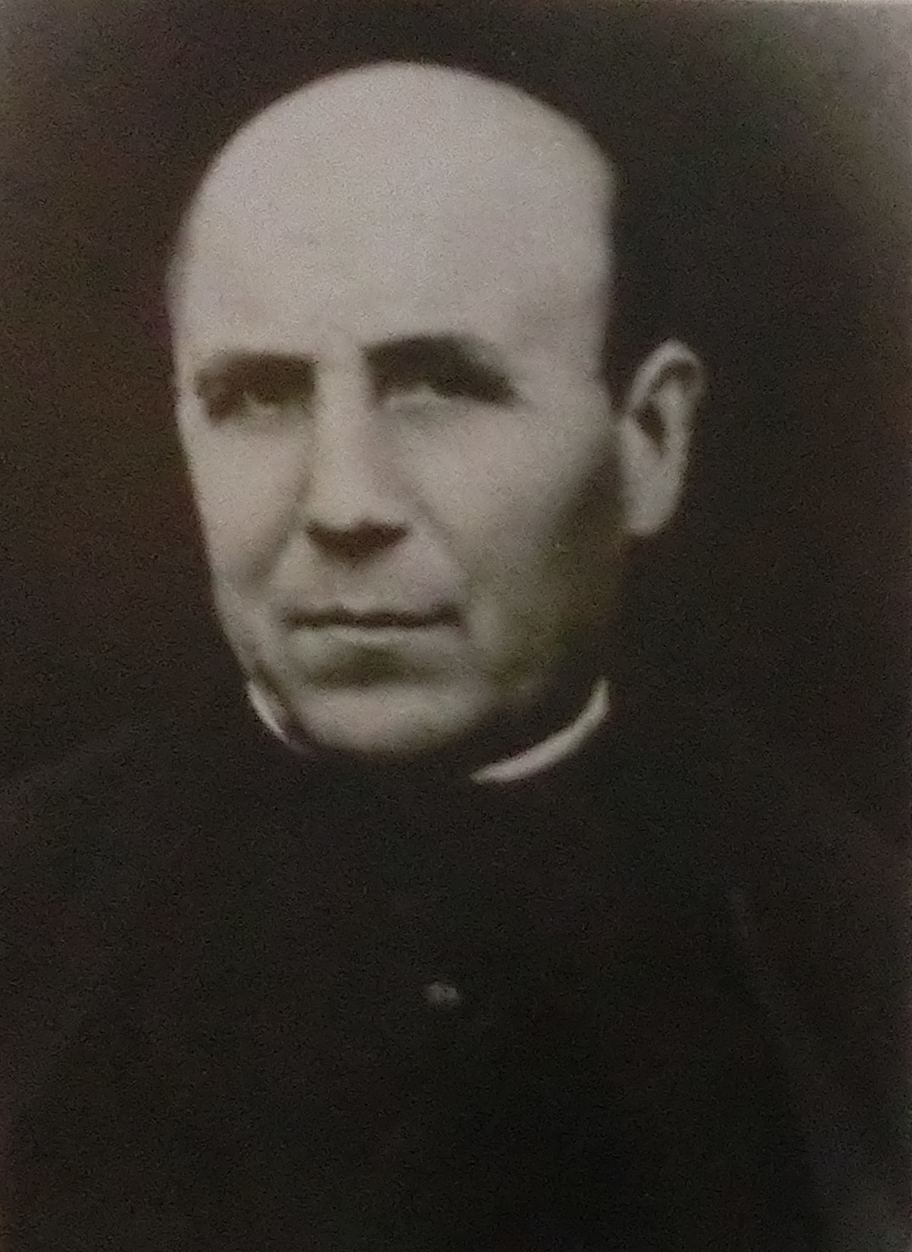
Felipe de Jesus Munarriz

Felipe de Jesús Munárriz Azcona CMF (* 4. Februar 1875 in Alló (Navarra); † August 1936 in Barbastro) war ein spanischer Ordenspriester. Er wird in der römisch-katholischen Kirche als Seliger verehrt.

## Leben
Felipe de Jesús Munárriz war Leiter des Seminars der Claretiner in Barbastro. Er wurde zusammen mit 42 Seminaristen und acht anderen Priestern kurz nach Beginn des spanischen Bürgerkrieges, in den Tagen vom 2. bis 18. August 1936, erschossen. Unter den Opfern waren neben den Mitgliedern des Seminars auch Ceferino „El Pelé“ Giménez Malla, der erste selige Rom, und Florentino Asensio Baroso, der Bischof von Barbastro. Am 25. Oktober 1992 sprach Papst Johannes Paul II. Felipe de Jesús Munárriz Azcona selig.